# Bram Ghuys
Bram Ghuys (né le 14 février 1993 à Hal), est un athlète belge, spécialiste du saut en hauteur.

## Biographie
Son record personnel est de 2,26 m obtenu à Nieuwpoort le 15 juillet 2018.